# Keinohrhasen
Série
Zweiohrküken
(2009)
Pour plus de détails, voir Fiche technique et Distribution.
Keinohrhasen est une comédie romantique allemande réalisée par Til Schweiger, qui joue aussi un des personnages principaux (l’autre est joué par Nora Tschirner). Le film est coécrit par Anika Decker et produit par Barefoot Films et Warner Bros. Sorti dans les salles allemandes le 20 décembre 2007, il obtient un grand succès au box office. La recette du film s’élève à 74 000 000 $. Avec près de 6 millions d’entrées en 4 mois, c'est le 13e (réf: Wikipedia en langue allemande) film allemand le plus rentable depuis 1968.
C’est aussi un succès critique, il a en effet remporté un Goldene Leinwand, un Bogey Award, un Deutscher Comedypreis et un Bambi Award ; il est aussi nommé aux Audience Awards à l’European Film Awards 2008. Une suite est sortie en 2009 sous le nom Zweiohrküken (littéralement "poussin à deux oreilles").

## Synopsis
Ludo Decker est journaliste people à Berlin. Avec son ami photographe, Moritz, il travaille pour le tabloïd Das Blatt. Ludo est un don Juan qui se sert de son travail pour rencontrer de nouvelles conquêtes. À la suite d'un reportage qui a mal tourné, il écope de 300 heures de travaux d’intérêt général dans une garderie.
Il y retrouve une de ses anciennes camarades de classe, Anna Gotzlowski, qui en est la directrice. Lui ayant servi de souffre-douleur à l'école à l'époque, Anna décide de profiter de l’occasion pour se venger ; Ludo ne peut rien pour l’en empêcher et se sert de ce nouveau « travail » pour séduire la mère d’une des petites filles dont il s’occupe. Les tensions entre Ludo et Anna finissent par se dissiper et tous deux deviennent amis : Ludo offre à Anna une peluche qu’il a faite lui-même, un lapin sans oreilles (d’où le titre du film).
Après avoir passé une nuit chez Ludo, Anna espère que leur relation va évoluer ; hélas, Ludo finit par obtenir un rendez-vous avec la mère de la petite fille. Anna, désespérée, rencontre l’acteur Jürgen Vogel avec qui elle entame une relation. Ayant purgé sa peine, Ludo reprend son travail. Il est chargé de couvrir la cérémonie des German Film Awards avec Moritz ; c'est alors qu'il aperçoit Anna, avec qui il est toujours brouillé ; il rédige alors un article qui la présente comme la plus belle des femmes sur le tapis rouge.
Toutes ses tentatives de réconciliation laissent Anna indifférente... jusqu'à une sortie au théâtre avec la garderie, où elle voit Ludo monter sur scène pour lui crier son amour. Leur histoire reprend donc et Ludo démissionne pour travailler à la garderie aux côtés d'Anna.

## Fiche technique
- Titre : Keinohrhasen
- Réalisation : Til Schweiger
- Scénario : Til Schweiger, Anika Decker
- Musique : Stefan Hansen, Dirk Reichardt, Mirko Schaffer
- Production : Til Schweiger, Thomas Zickler
- Société de production : Warner Bros.
- Société de distribution : Warner Bros.
- Budget : 4 200 000 euros
- Recette : 74 000 000 dollars
- Pays d'origine :  Allemagne
- Langue : allemand
- Genre : Comédie romantique
- Durée : 115 minutes
- Date de sortie : Allemagne : 20 décembre 2007

## Distribution
- Til Schweiger : Ludo Decker
- Nora Tschirner : Anna Gotzlowski
- Matthias Schweighöfer : Moritz
- Alwara Höfels : Miriam Steinfeld
- Barbara Rudnik : Lilli
- Paul Maximilian Schüller : Lollo
- Brigitte Zeh : Nina
- Emma Schweiger : Cheyenne-Blue
- Lilli Camille Schweiger : Sacha
- Luna Schweiger : Anna enfant
- Valentin Florian Schweiger : Ludo enfant
- Jürgen Vogel : Jürgen Vogel
- Barbara Schöneberger : Barbara Schöneberger
- Rick Kavanian : le rédacteur en chef
- Wladimir Klitschko : Wladimir Klitschko
- Yvonne Catterfeld : Yvonne Catterfeld
- Christian Tramitz : Annas Date
- Wolfgang Stumph : chauffeur de taxi
- Armin Rohde : Bello
- Fahri Ogün Yardim : Mucki
- Kai Lentrodt : Le chauffeur de taxi avec serre-tête
- Sonsee Neu : Le juge
- Pasquale Aleardi : Ludos Rechtsanwalt
- Anne-Sophie Briest : Ministre luder Mandy
- Zora Holt : Serveuse
- Tyra Misoux : Actrice porno
- Gregor Bloéb : Michi Nußbaumer
- Nina Proll : Daniela Berg
- Florentine Lahme : l'amante d'un soir de Moritz